# Méthode d'Euler semi-implicite
En mathématiques, la méthode d'Euler semi-implicite, également connue sous le nom de méthode d'Euler symplectique, méthode d'Euler semi-explicite, Euler–Cromer, et Newton–Størmer–Verlet (NSV), est une variante de la méthode d'Euler initialement conçue pour résoudre les équations de la mécanique hamiltonienne, un système d'équations différentielles ordinaires apparaissant en mécanique newtonienne.

## Position du problème
La méthode d'Euler semi-implicite peut être appliquée à une paire d'équations différentielles couplées de la forme
{\displaystyle \forall t\in I,{\mathrm {d} x(t) \over \mathrm {d} t}=f(t,v(t)),\ {\mathrm {d} v(t) \over \mathrm {d} t}=g(t,x(t))}
où {\displaystyle I\subset \mathbb {R} ^{+}}, et {\displaystyle f\ }, {\displaystyle g\ } sont des fonctions réelles sur {\displaystyle I\times \mathbb {R} }. {\displaystyle x\ } et {\displaystyle v\ } peuvent être des fonctions scalaires ou vectorielles.
On souhaite résoudre ce système d'équations avec les conditions initiales :
{\displaystyle x(t_{0})=x_{0},\qquad v(t_{0})=v_{0}.}

## Méthode
La méthode d'Euler semi-implicite donne une solution approchée discrète du problème continu précédent par itérations de
{\displaystyle {\begin{aligned}v_{n+1}&=v_{n}+g(t_{n},x_{n})\,\Delta t\\[0.3em]x_{n+1}&=x_{n}+f(t_{n},v_{n+1})\,\Delta t\end{aligned}}}
où {\displaystyle [t_{0},...,t_{N}]} est une subdivision de {\displaystyle I} telle que {\displaystyle \forall n\in [1,N],t_{n}-t_{n-1}=\Delta t} et ainsi {\displaystyle t_{n}=t_{0}+n\Delta t}.
Cette méthode est rendue semi-implicite par le fait d'utiliser {\displaystyle v_{n+1}} et non {\displaystyle v_{n}} (cas de la méthode d'Euler explicite) dans le calcul de mise à jour de {\displaystyle x_{n+1}}.
Appliquer la même méthode avec des pas de temps négatifs pour le calcul de {\displaystyle (x_{n},v_{n})} d'après {\displaystyle (x_{n+1},v_{n+1})} donne après réarrangement des termes la seconde expression de la méthode d'Euler semi-implicite :
{\displaystyle {\begin{aligned}x_{n+1}&=x_{n}+f(t_{n},v_{n})\,\Delta t\\[0.3em]v_{n+1}&=v_{n}+g(t_{n},x_{n+1})\,\Delta t\end{aligned}}}
La méthode d'Euler semi-implicite est, comme la méthode d'Euler explicite, un schéma d'ordre 1 de résolution numérique des équations différentielles.

## Exemple
Le mouvement d'une poutre vérifiant la loi de Hooke est donnée par :
{\displaystyle {\begin{aligned}{\frac {\mathrm {d} x}{\mathrm {d} t}}&=v(t)\\[0.2em]{\frac {\mathrm {d} v}{\mathrm {d} t}}&=-{\frac {k}{m}}\,x=-\omega ^{2}\,x.\end{aligned}}}
Le schéma d'Euler semi-implicite pour cette équation s'écrit alors
{\displaystyle {\begin{aligned}v_{n+1}&=v_{n}-\omega ^{2}\,x_{n}\,\Delta t\\[0.2em]x_{n+1}&=x_{n}+v_{n+1}\,\Delta t.\end{aligned}}}
En substituant {\displaystyle v_{n+1}} dans la deuxième équation par l'expression donnée par la première, le schéma itératif se réécrit comme un système d'équations :
{\displaystyle {\begin{bmatrix}x_{n+1}\\v_{n+1}\end{bmatrix}}={\begin{bmatrix}1-\omega ^{2}\Delta t^{2}&\Delta t\\-\omega ^{2}\Delta t&1\end{bmatrix}}{\begin{bmatrix}x_{n}\\v_{n}\end{bmatrix}},}
et comme le déterminant de cette matrice vaut 1, la transformation préserve les distances.
Ce schéma itératif conserve la fonctionnelle énergie modifiée {\displaystyle E_{h}(x,v)={\tfrac {1}{2}}\left(v^{2}+\omega ^{2}\,x^{2}-\omega ^{2}\Delta t\,vx\right)}, ce qui donne des orbites périodiques stables (pour des pas suffisamment petits) qui dévient en {\displaystyle O(\Delta t)} des orbites exactes. La fréquence circulaire exacte {\displaystyle \omega } augmente numériquement d'un facteur de {\displaystyle 1+{\tfrac {1}{24}}\omega ^{2}\Delta t^{2}+O(\Delta t^{4})}.